# Arpa Ke'un
Arpa Ke'un, también conocido como Arpa Khan o Gavon o Gawon (murió en 1336) fue un Ilkan (1335–1336) durante la desintegración del estado mongol en Persia. Fue miembro de la casa de Tolui. Su linaje se remonta a Ariq Böke, que era el hermano más joven de Möngke, Kublai y Hulagu,
Arpa Ke'un llegó al poder tras la muerte de Abu Sa'id en 1335. Casi de inmediato tuvo que lidiar con una invasión de Uzbeg Kan de la Horda de Oro. Rechazo la invasión y, además, lo utilizó como pretexto para ejecutar a la viuda de Abu Sa'id, Bagdad Katun, en un esfuerzo por consolidar su poder. Luego se casó con Sati Beg, la hermana de Abu Sa'id y viuda de Chupan. En 1336, se enfrentó al ataque del gobernador Oirat de Bagdad, 'Ali Padsah. Este último lo derrotó cerca de Maraga el 9 de mayo de 1336, y poco después Arpa fue capturado y asesinado. Fue sucedido como Ilkhan por el títere Musa.